# Couvent des Jacobins (Laval)
Pour les articles homonymes, voir Couvent des Jacobins.
L'ancien couvent des Jacobins de Laval nommé également ancien couvent de Bonne-Rencontre, en France, construit au XVe siècle et modifié jusqu'au XVIIIe siècle, était situé à la situation actuelle de l'Hôtel de préfecture de la Mayenne. Ce couvent était aussi appelé « couvent des Jacobins », en référence à l'hospice de Saint-Jacques-le-Majeur à Paris, qui était leur premier établissement,.

## Situation

### Fondation et terrain
Le couvent a été implanté sur un terrain qui était prévu initialement pour l'église Saint-Vénérand de Laval à l'enclos de la Trinquerie. Le comte de Gavre, prévenu de ce choix des paroissiens, se transporta sur le lieu, l'approuva et indemnisa sur-le-champ Jean Martin auquel il appartenait. Les paroissiens firent aussitôt marquer les fondements et commencer la maçonnerie.

### Les Dominicains de Rennes
Mais les Dominicains de Rennes cherchaient eux aussi un lieu convenable à l'érection d'un monastère à Laval, à la suite sans doute de la clause testamentaire de Isabelle de Bretagne, première épouse de Guy XIV de Laval. François Mallet, religieux dominicain de Rennes, arrive muni de lettres du Souverain-Pontife et du roi de France et de toutes les autorisations nécessaires pour fonder en cette ville un couvent de son ordre. Le comte avait enfin consenti à promettre de livrer quitte et libre de toutes charges le terrain qui conviendrait aux religieux dans les faubourgs de Laval, à condition que ceux-ci rapporteraient les autorisations du pape et du roi. Cette condition était remplie; frère Mallet venait réclamer l'exécution de la promesse du comte. Après une visite attentive aux environs de la ville, le religieux déclara que nul emplacement ne pouvait mieux convenir que celui de la Trinquerie, déjà choisi par les habitants et remis entre leurs mains.
Les Dominicains obtinrent donc du comte le lieu de la Trinquerie. Le choix du site répond à des critères classiques dans les implantations de couvents des ordres mendiants de la même époque : la proximité de centres d'activité économique importants (Le Pont-de-Mayenne), d'éléments militaires défensifs (Remparts de Laval, et le centre politique (le château de Laval, bien que la présence d'un château est considéré comme un élément négatif).

### Construction
Le comte avait d'ailleurs indemnisé les paroissiens de Saint-Melaine, et ceux-ci, mis en possession d'un autre terrain.
Des lettres du roi Charles VIII de France, du mois de janvier 1487, accordent au comte de Laval la permission de faire construire dans la ville de Laval un couvent de Frères Prêcheurs, sous la règle de Saint Dominique

## Histoire
Les ordres mendiants, dont celui des Jacobins (ou Dominicains), apparaissent au XIIIe siècle et connaissent un rapide succès, dû notamment à deux de leurs principes : la fréquentation de la population (et non l'isolement dans leur cloître), et leur vœu de pauvreté.
Le 9 septembre 1485, le frère Mallet vient placer la première pierre du monastère en présence de Guy XV. Guillaume Le Doyen indique que c'est un jour de fête pour la ville et pour les faubourgs.

### Débuts difficiles
Les commencements du couvent de Bonne-Rencontre furent difficiles. Les habitants consacraient leurs soins et leurs ressources à la construction de leur propre église de Saint-Vénérand ; Guy XV de Laval, ayant fourni le terrain, ne semblait pas songer à donner davantage.
En 1489, on commença L'église. Le seigneur de Laval vient encore poser la première pierre et fit de Larges distributions de vin. Tous les ordres religieux de la ville, convoqués par le Comte, assistèrent processionnellement à la cérémonie et vinrent prier Dieu de répandre des grâces sur le nouveau couvent.
Deux nouveaux religieux vinrent de Rennes se réunir à ceux qui déjà résidaient à Laval. Sur leur invitation, les religieux franciscains et le clergé de toutes les paroisses environnantes s'assemblèrent pour fêter solennellement la prise de possession. Celui-ci annonça que Guy XV de Laval voulait que désormais le nom de Trinquerie soit remplacé par celui de Notre-Dame-de-Bonne-Rencontre.
Jeanne de Laval voulut aussi par ses dons contribuer à l'accomplissement des dernières volontés de sa mère. Elle acheta une maison de Jehan le Couturier et fit construire le portail, qui dans la suite se trouva presque en face de celui de l'église de Saint-Vénérand. On se trouva trop restreint pour les cloîtres ; on s'agrandit en achetant de nouveaux terrains qui dépendaient du fief de Saint-Berthevin. Ces terrains consistaient en trois maisons et jardins. Le 10 août suivant, René de Feschal, seigneur de Marboué, les tenait quittes de toutes les rentes et esmoluments qui lui étoient dus pour leurs acquêts, ainsi que de tout le droit de fief et seigneuries qu'il pouvoit avoir en leur enclos et pourprys.. Le seigneur de Laval, pour le récompenser, lui fait l'abandon des droits de ventes qui lui étaient dus pour des acquisitions faites par ses ancêtres.
L'état des religieux devint bientôt si précaire, qu'ils commençaient à renoncer à un établissement qu'eux-mêmes avaient sollicité et quitter une ville où ils ne rencontraient pas l'appui qu'ils avaient espéré. Les ressources manquaient. Les religieux allaient abandonner Laval et retourner à Rennes

### Travaux et dons

#### Jean Courte
Jean Courte, riche bourgeois de Laval et estimé de ses concitoyens partagea son avoir à ses enfants, et vint, âgé de plus de 50 ans, demander aux dominicains l'habit religieux.
Marguerite Gaudeu, sa femme, fille de Jehan Gaudeu et de Guillemine le Bigot, s'étant faite religieuse du consentement de son mari, Jehan Courte entra chez les frères Dominicains. Il consacra à la gloire de Dieu une partie de ce qu'il avait amassé, en donnant pour achever le couvent une somme de cinq à six mille livres. On employa cette somme à construire Le chœur de l'église. Les murailles du chœur furent alors élevées à environ 15 pieds de hauteur.
En 1511, Jean Courte fait sa profession de foi. La somme de 1200 florins de Hollande, valant 6 livres l'un, qu'il avait donnée pour aider à l'achèvement du couvent, lui servit de dot. Par reconnaissance pour ses libéralités envers le couvent, son portrait et ses armes furent placés dans un des vitraux du chœur, du côté de l'épître. On accorda pour sa famille et ses héritiers un droit d'enfeu dans l'église.

#### Mécénat
« Et seiziesme jour de novembre, D'ung notable homme me remembre, Appelé Robin Touillon, Bon marchant, saige et vaillant homme,Par ytropisie fust actaint,Que l'âme rendict sur ce poinct.,Par son testament ordonna,Que sept cens livres si donna,Aux religieux et couvent,De Saint Dominicque vraymcnt,Pour parfaire la nef d'église...  (1508) ».
D'autres mécènes lavallois vinrent en aide à la communauté dominicaine : Antoine Coullonneau, maître d'hôtel du seigneur et élu de Laval, fit construire à ses frais plusieurs parties de l'église dont une grande chapelle voûtée. En 1508, Robin Touillon, seigneur des Ifs, un riche marchand et sa femme Jehanne Roussard, se voyant sans enfants, donna 400 écus d'or qui servirent à l'achèvement de la nef; sa veuve, 4 ou 5 ans plus tard, donna les vitraux du pignon de l'église, et des objets mobiliers. Elle fit aussi paver la nef.
Les religieux avaient exprimé leur reconnaissance envers leurs bienfaiteurs en décorant les murs intérieurs de l'église des noms et armoiries de tous ceux qui par leurs libéralités avaient contribué à la construction du couvent.

#### Vitraux

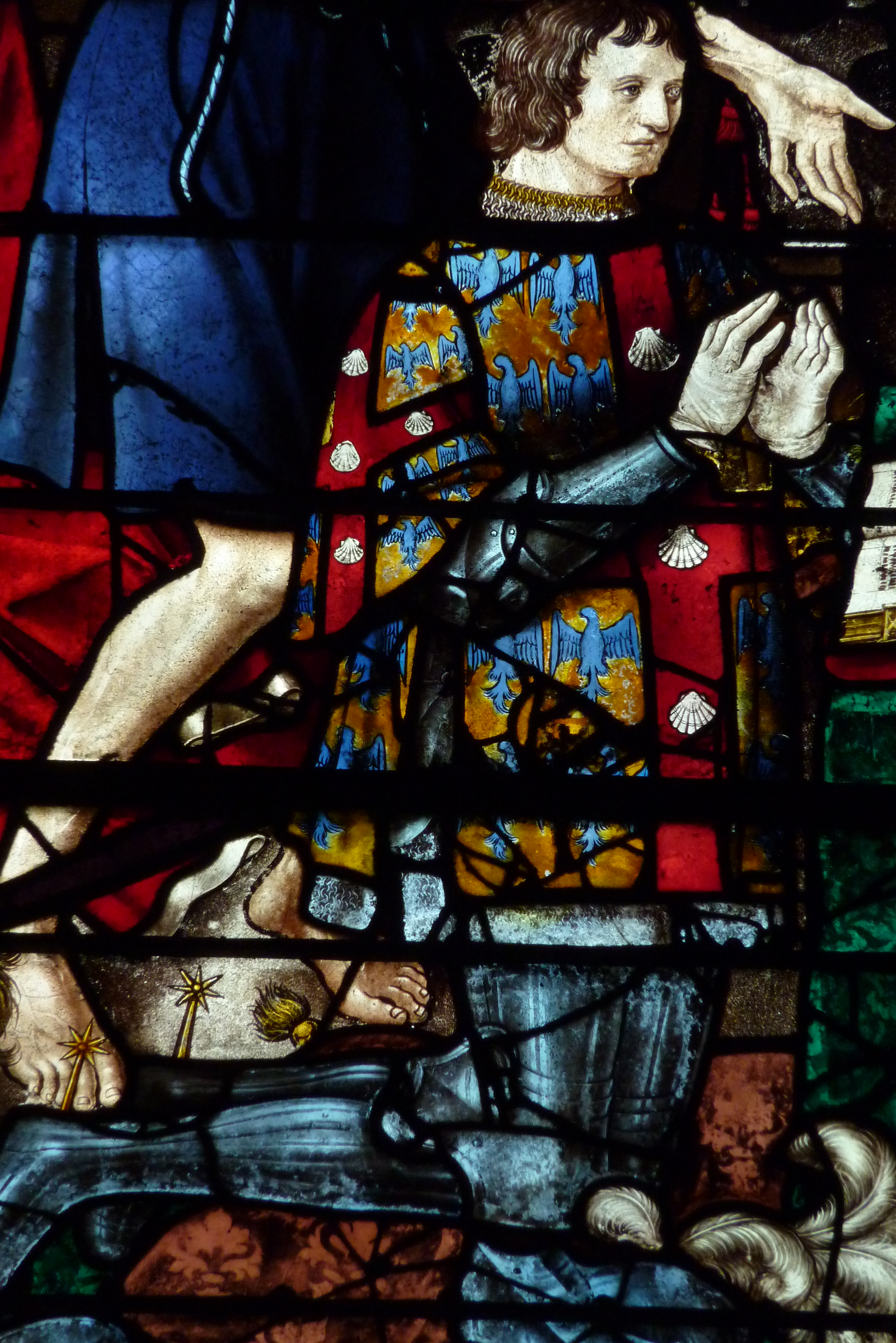
Vitrail de la collégiale de Montmorency

De belles verrières ornaient les baies de l'église des pères Jacobins, entre autres une sur le grand portail d'entrée. Elle aurait été peinte par Simon de Heemsce, qui fit aussi celle du cloître de l'église des Cordeliers de Laval. Elle était, dit Jacques Le Blanc de la Vignolle, très admirée, de même que celles des chapelles, dont l'une représentait le passage de la mer Rouge et une autre un pauvre qui tirait ses chausses.
Dans la nef, sur une vitre, se voyaient peints les portraits de Guy XVI de Laval et d'Antoinette de Daillon, sa troisième femme. Dans une autre fenêtre du chœur, près la sacristie, était celui d'Anne de Montmorency, seconde femme de ce même seigneur. On y voyait les armes de Lancelot de Brée, qui avait donné par son testament en 1597 une rente de 12 livres.
L'abondance des dons et des offrandes que recevaient les Dominicains portèrent ombrage aux religieux de l'Abbaye Toussaint d'Angers, d'où relevait le prieuré de Saint-Melaine.

### Croisade et Lutte contre le protestantisme
Le 2 juillet 1499, Philippe de Luxembourg, évêque du  Mans, vint à Laval et consacra l'église des Jacobins ; elle fut dédiée sous le titre de Notre-Dame de Bonne-Rencontre.
Philippe de Luxembourg, après avoir été rendu à son évêché du Mans, revint en 1512 à Laval. Il tint les ordres au couvent des Frères Prêcheurs ; c'était au temps de la Pentecôte. Le pape Léon X publia en 1516 une croisade dans toute la chrétienté. Il accordait des indulgences nombreuses à tous ceux qui donneraient de l'argent pour subvenir aux frais de la croisade qu'on voulait entreprendre. Le couvent des Frères Prêcheurs fut choisi pour recevoir les offrandes. Guillaume Le Doyen ne dit point quelles sommes furent reçues à Laval ; il dit plus loin que les deniers de la croisade furent volés au-delà des monts.
En 1536, par ordre du roi, Mathieu Ory, inquisiteur de la foi, vient à Laval, où il s'adjoint frère François Verdier, prieur du couvent, et chasse tous les Huguenots, de quelque rang ou état qu'ils soient.

### Extensions duXVIesiècle
La chapelle avait été consacrée en 1499, et le cloître et le réfectoire avaient été édifiés entre 1525 et 1538. Avec les dons qu'ils recevaient, Les Dominicains avaient en 1525 achevé la construction du réfectoire et de la cuisine. Le cloître fui aussi terminé, ils y avaient réservé un lieu pour les prédications que Le Doyen appelle le Prédicatoire. Un frère de l'ordre y lit en 1535 Le premier sermon.
Le prieur de Saint-Dominique, nommé Liger, avant de quitter le monastère pour celui de la Rue Saint-Jacques à Paris, fait disposer à grands frais dans le cloître un lieu convenable pour la prédication en 1528.
En 1535 qu'un riche ecclésiastique, Jean Talbot, entre chez les Dominicains de Laval. Il employa une partie de ses biens à la construction de trois chapelles qui furent ajoutées du côté du cimetière. André Manjotin et sa femme en firent construire trois autres de l'autre côté. Michel le Mercier, greffier des élus, père de la dame Manjotin, contribua à cette construction.
L'église et le clocher des Jacobins furent frappés de la foudre en 1573 ; le clocher fut entièrement brûlé, tout le plomb qui le recouvrait fut fondu.
Lancelot de Brée fonde en 1597, au couvent des Frères-Prêcheurs, une rente pour l'entretien d'un écolier religieux « des plus pauvres et des meilleurs esprits » qui se pourrait trouver en la paroisse de Nuillé, des sujets de la terre de Montchevrier, au choix du seigneur.

### Guy XX de Laval
Ramené à Laval, le corps de Guy XX de Laval resta sans dépôt et sans sépulture dans l'église des Dominicains de Laval jusqu'en 1609. Ce retard était dû aux difficultés survenues entre les divers prétendants à la succession, et à la négligence de sa mère.
Les prétentions rivales des Dominicains, et des chanoines de Saint-Tugal de Laval pour leurs droits respectifs à posséder les corps du comte de Laval occasionnèrent également un procès devant le siège ordinaire du comté entre le chapitre. Chacun réclamaient l'honneur de voir le défunt inhumé dans leur église. La contestation finit par une transaction portant que le corps serait enterré dans l'église des Jacobins sans que cela pût tirer à conséquence pour l'avenir, et le cœur dans celle de Saint-Tugal ; que le chapitre officierait à la sépulture, et que les Jacobins assisteraient au dépôt du cœur à Saint-Tugal. Ses obsèques qui furent magnifiques n'eurent lieu que le 26 février 1609. 
Le prieur Dominicain, Olivier de Cuilly, prononça une oraison funèbre dans laquelle il rappela toute la gloire et la grandeur de la famille de Laval dont le dernier représentant était décédé. Il est probable pour Dom Piolin que ce fut ce religieux qui se fit remarquer à Paris parmi les prédicateurs les plus véhéments au temps de la Ligue. Il a composé quelques ouvrages sur l'Écriture et des traités de morale; mais son oraison funèbre du comte Guy XX, dans laquelle il voulut faire l'histoire des seigneurs de Laval, annonce qu'il possédait peu ce sujet..

### XVIIesiècle
Au mois de septembre 1618, Charles de Beaumanoir, évêque du Mans, arriva à Laval et descendit au couvent des Dominicains.
L'image de Lancelot de Vassé se voyait au chœur du Couvent des Jacobins, avec ses armes et celles de Françoise de Gondi, sa femme. De Vassé meurt à Paris, le 19 avril 1628. 
En 1676 et peut-être auparavant, François Langlois a construit le maître-autel de l'église des Jacobins qui passait pour être une des plus belles églises élevées en France par les Dominicains. Jacques Le Blanc de la Vignolle, parlant du faubourg du Pont-de-Mayenne, s'exprime ainsi au sujet du couvent des Jacobins : «De là on voit le plus beau et le plus magnifique monastère qu'il y ait en France, c'est le couvent des Jacobins, fondé par Guy XV, l'an 1486, en conséquence du testament d'Isabelle de Bretagne sa mère, ainsi que je l'ai lu dans un tableau pendu à Nantes, dans l'église des Frères-Prêcheurs, où son corps repose avec celui de Françoise de Dinan, femme en deuxièmes noces de Guy XIV, comte de Laval » .
Vingt religieux environ habitaient le couvent vers 1680; la maison possédait 1000 livres de revenus en biens fonds et en rentes. Un chapitre général de l'ordre s'ouvrit à Laval le jeudi 27 avril 1684. Il dura pendant sept jours et ne fut clos que le 3 mai suivant.

### Canonisation et magnificence
La canonisation de Félix de Cantalice, frère capucin, et de Pie V, de l'ordre des Frères-Prêcheurs, donne lieu à de grandes solennités chez les Capucins et chez les Dominicains de Laval. Toute la ville s'y associe. Les cérémonies durèrent 8 jours chez les premiers. Chaque jour, le clergé d'une des paroisses ou de l'un des couvents se rend à leur maison. Le chapitre de Saint-Tugal commence les visites le 30 avril 1712. La Trinité, puis Saint-Vénérand, puis les Dominicains, les Cordeliers, le chapitre de Saint-Michel suivent son exemple. Tous les soirs de l'octave, il y a des prédications.
Les fêtes qui se déroulent au mois de mai au couvent de Saint-Dominique, dépassent tout en splendeur et magnificence. L'ouvrage de mademoiselle Denisot Relation de tout ce qui s'est passé de plus magnifique, de plus pompeux et de plus auguste pendant l'octave de la solennité de la canonisation de saint Pie V, pape et confesseur, de l'Ordre de Saint-Dominique, en l'église des RR. PP. Jacobins de la ville de Laval décrit les fêtes mêmes et Laval à cette époque.

### XVIIIesiècle
Pierre Rogier du Crévy, évêque du Mans, donna les ordres sacrés dans l'église des Jacobins le 19 septembre 1719. Outre les diacres et les sous-diacres, il y eut une ordination de 
35 prêtres dont 23 étaient du diocèse de Tours. Un nouveau chapitre général de l'ordre se tint au couvent de Saint-Dominique en 1755.
Au XVIIIe siècle, les religieux dominicains forment le projet de fonder dans leur maison une chaire de théologie pour leurs novices. Ils demandent à Mgr de la Vergne la permission d'admettre à leurs cours les ecclésiastiques séculiers qui le désirent et les jeunes gens qui se destinent à entrer dans les ordres. L'évêque n'ayant pas accueilli cette demande, le maire et les échevins de Laval reviennent à la charge. Ils veulent épargner aux parents une dépense souvent trop lourde pour leurs moyens, en procurant à leurs enfants, dans la ville même, une instruction qu'il leur faut chercher loin. L'évêque reconnaît cet avantage; mais, répond-il, cela ferait un tort considérable aux collèges du Mans et de La Flèche, que je crois devoir ménager et soutenir.
En 1766, le nombre des religieux avait diminué considérablement. On lit dans les Nouvelles recherches sur la France, que le couvent des Jacobins était respectable par la vaste étendue de ses bâtiments et rappelait ce qu'il avait été autrefois ; car, à cette époque, il y avait tout au plus quatre religieux mal rentés.
En 1788, les frères commencèrent la construction d'un nouveau logis, mais les travaux furent interrompus en 1790, pendant la Révolution française.
Il n'y alors plus que quatre religieux :

### Révolution française
La réunion nombreuse des électeurs s'était faite dans Les églises des couvents. Le 2 mars 1790, le conseil de La ville adressait les remerciements aux Jacobins, à Saint-Louis, aux Cordeliers, aux Ursulines qui avaient bien voulu se prêter à ces nouvelles circonstances. Au mois de juin suivant, ce fut dans l'église des Cordeliers que se tint L'assemblée des électeurs délégués par les assemblées primaires du mois de mars. Ouvertes le 28 juin les opérations électorales ne furent terminées que le 7 juillet suivant. Une messe du Saint-Esprit fut dite pour l'ouverture dans l'église du Couvent des Jacobins de Laval. On y nomma le directoire du département, ceux des districts, etc., etc.
Après le départ de ces quatre religieux, la municipalité de Laval demanda, le 25 mai 1791, à l'administration du district, l'autorisation d'acquérir les maisons et terrains dépendant de la ci-devant communauté des Jacobins pour y former des places, des rues et des débouchés, propres à débarrasser la grande rue du Pont-de-Mayenne, toujours obstruée par les voitures. On proposait de faire dans l'église un magasin public pour y déposer les grains en cas de disette, et d'aliéner les chapelles qui rayonnaient autour du chœur pour en faire des boutiques. Le district, sur un plan que lui fournit l'administration municipale, l'autorisa en décembre 1791, à soumissionner les terrains pour les employer suivant les projets qu'elle avait annoncés au district.
Le 27 octobre 1792, le Conseil général de la commune s'en rendit adjudicataire pour la somme de 10500 livres. Les citoyens Boullevraye et Seyeux, membres du Conseil, furent nommés commissaires et s'adjoignirent le citoyen Bourgeois, ingénieur, pour statuer sur les parties qu'il sera bon de conserver et sur celles qu'on devra revendre.
Le 28 décembre 1792, le district autorisa la municipalité à revendre les terrains qui lui étaient inutiles. Le 19 pluviôse an X, Le Préfet Harmand demanda par une lettre la cession de l'église des Jacobins et d'une portion du jardin qu'il destinait à La construction d'un bâtiment nécessaire à son logement. La commune saisit donna toute autorisation nécessaire pour l'abandon de cette église sous la réserve d'une somme de 2100 fr. que la commune avait payée le 1er décembre 1792 sur le prix de l'acquisition. Le site était choisi en raison de sa position centrale pour accueillir l'administration départementale,.